# Voie déposée

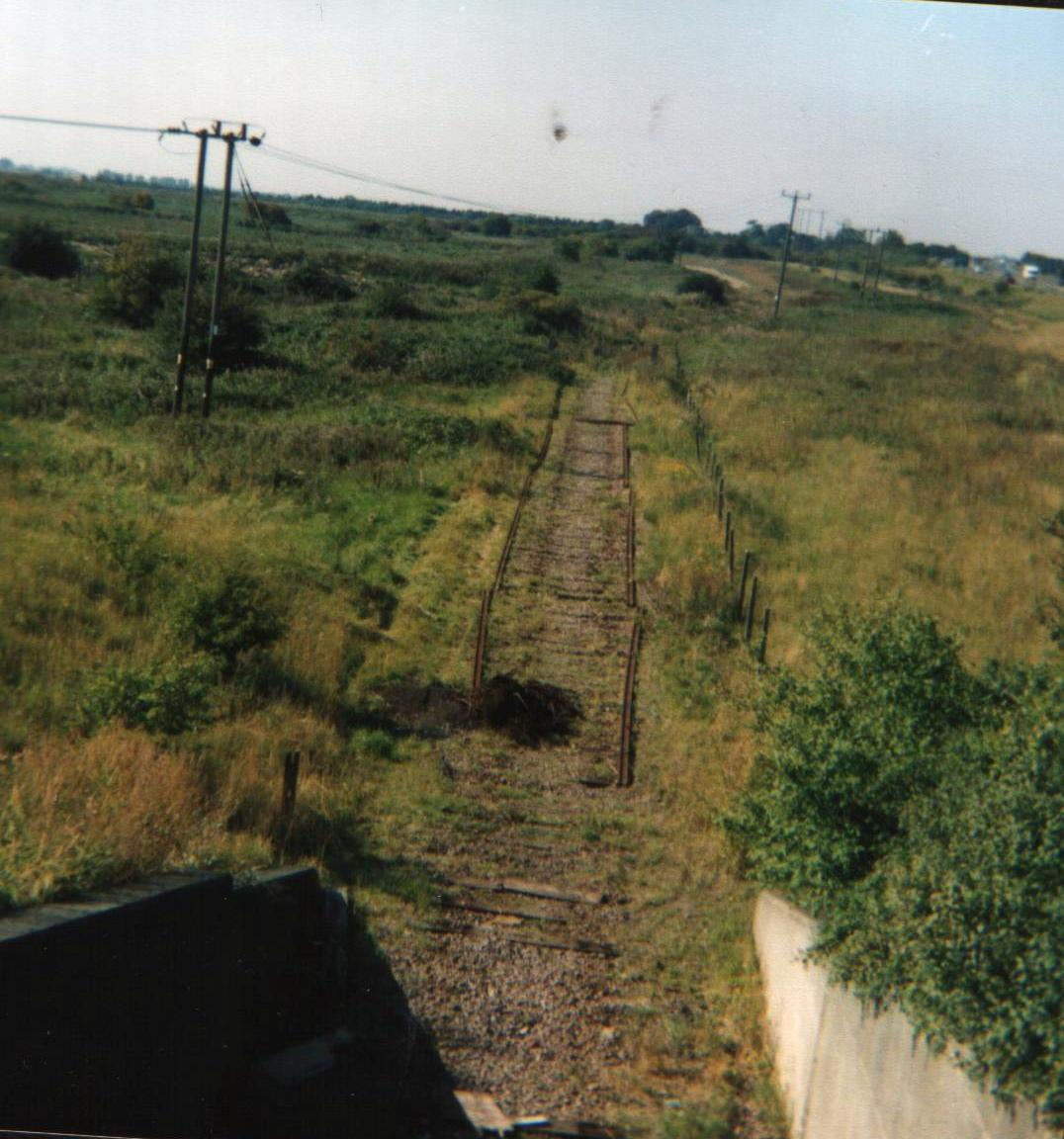
Voie déposée dans les années 1980. Les rails ont juste été déposés, les traverses et le ballast étant encore en place. Quelques années plus tard, tout a été retiré.

Une voie déposée (ou plus rarement voie déferrée) est une ancienne voie ferrée dont les composants (rails, appareils de voie, traverses et ballast) ont été retirés. Une telle voie est préalablement fermée avec une interdiction de circuler et déclassée par le retrait du domaine public, et une autorisation de vente des emprises…, mais ces démarches administratives ne sont pas obligatoires.
Une fois les voies déposées, la plateforme peut-être réutilisée pour devenir une route, une piste cyclable ou un chemin de randonnée.

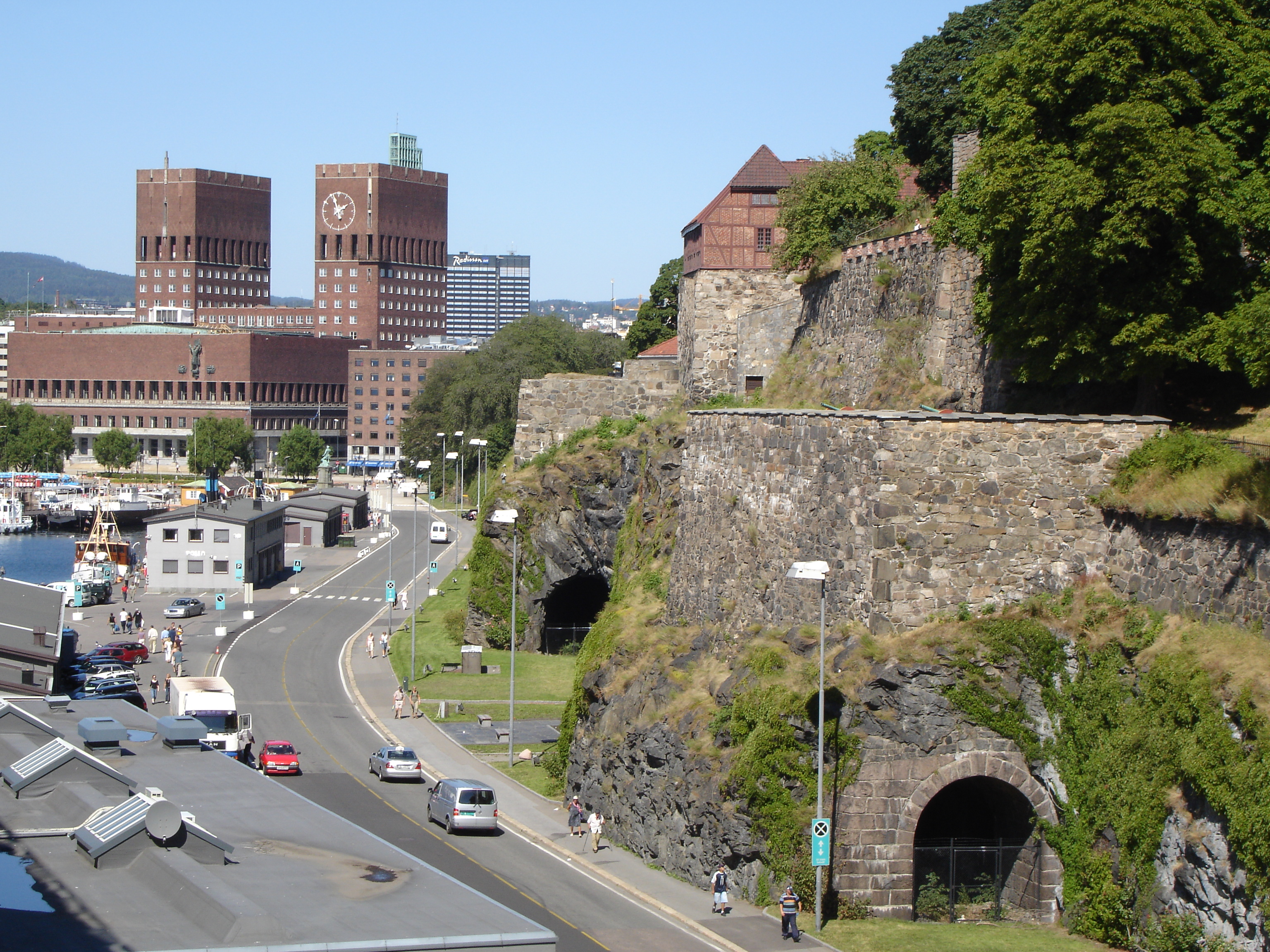
Les ouvrages d'art survivent souvent à la ligne, comme ici les tunnels sur le tracé de la voie menant anciennement au port d'Oslo.
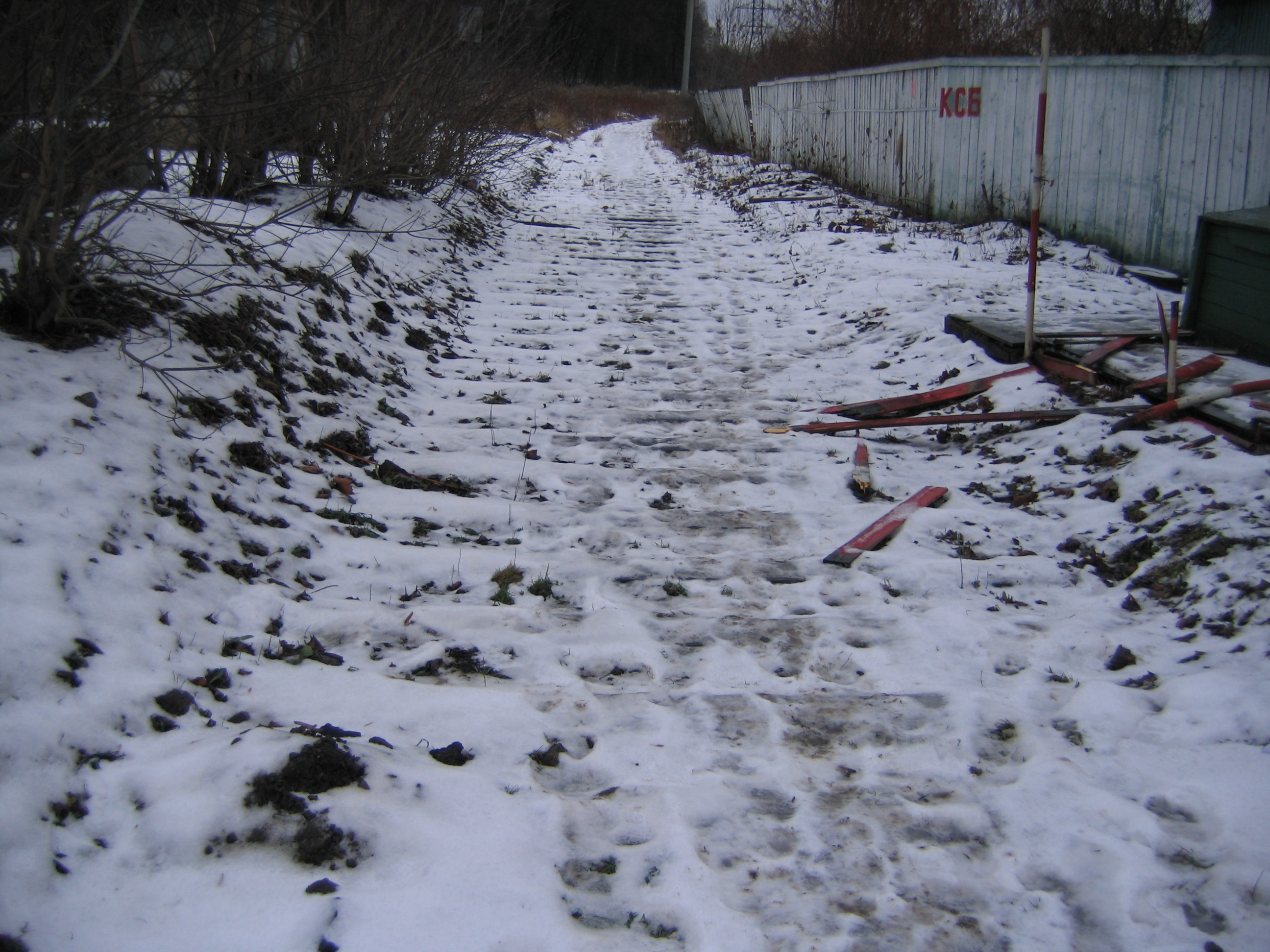
L'empreinte des traverses est parfois visible dans les zones où le ballast ou le terrain sont restés marqués.
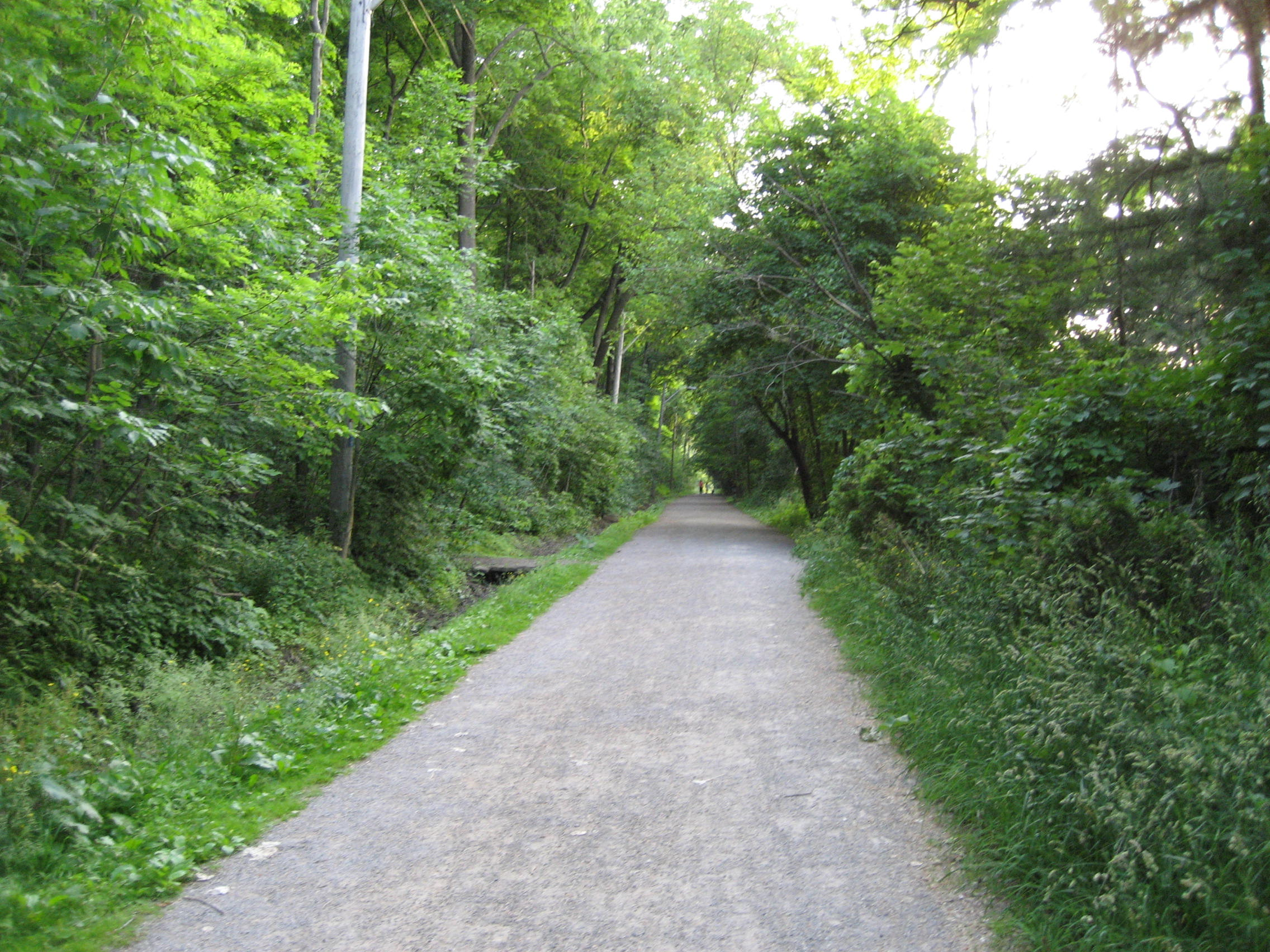
Ancienne plateforme ferroviaire transformée en chemin de randonnée en Ontario.
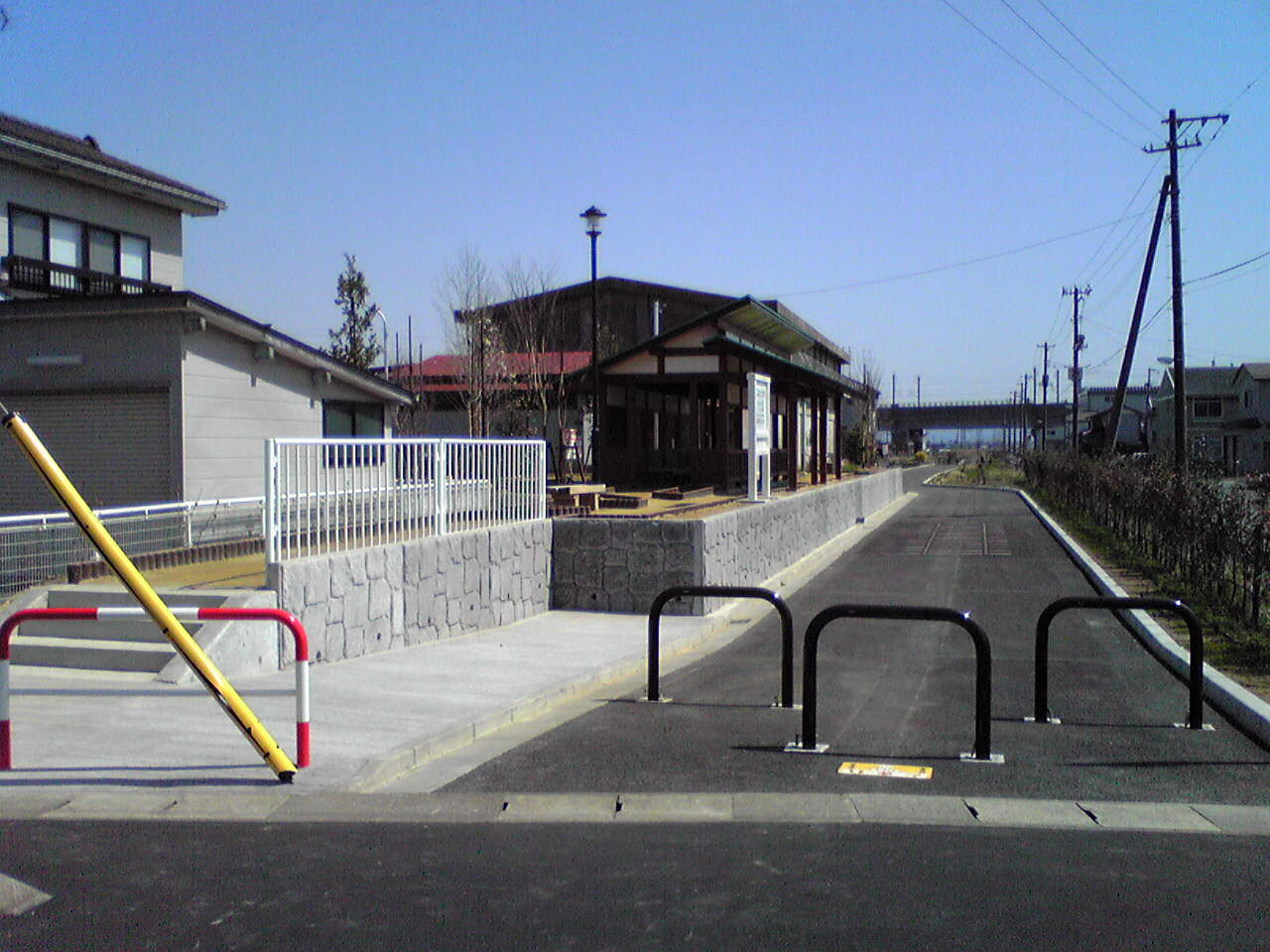
Ici, la plateforme a été goudronnée autour de la gare, dont le bâtiment et les quais subsistent.